# Wojciech Sieklucki
Wojciech Sieklucki herbu Paprzyca – podkomorzy drohicki w latach 1588–1596, starosta brański w latach 1595–1596, szafarz poborów w województwie podlaskim w 1592 roku, poborca w powiecie bielskim województwa podlaskiego w 1587/1588 roku.
Poseł na sejm koronacyjny 1587/1588 roku z województwa podlaskiego, poseł na sejm 1590/1591 roku z ziemi drohickiej.